# Eğirdir
Eğirdir è una città della Turchia, centro dell'omonimo distretto della provincia di Isparta.

## Geografia fisica

### Territorio
La città si protende su una penisola affacciata sulla sponda occidentale del lago di Eğirdir, uno dei più grandi laghi naturali della penisola anatolica.
Due isole lacustri sono collegate alla terraferma da un ponte. La più lontana, Yeşıl Ada (Isola Verde) è ricca di ristoranti e alberghi ed è stata in passato sede di una comunità greca. Conserva numerose case in pietra. È anche nota come Nis adası.
L'altra isola è Can Ada (Isola dell'Anima), più piccola e destinata ad area verde. È stata dedicata ad Atatürk durante la sua visita a Eğirdir nel 1933.
Eğirdir si trova a 34 km da Isparta.

### Clima
Le precipitazioni si verificano più spesso in inverno e primavera, quando raggiungono il cumulo annuale di 700 mm.
La temperatura media è di circa 12 °C.

## Toponimo
Il toponimo turco, originariamente Eğridir, deriva dal nome dell'insediamento greco, Akrotiri. Nel 1980 il nome della città è stato cambiato in Eğirdir. Eğri in turco significa storto e Eğridir in turco significa è contorta, attorcigliata.Molte delle popolazioni locali ancora pronunciano il nome come Eğridir per abitudine o per motivi sentimentali.

## Storia
La città fu fondata da Creso (560-547 a.C.), re della Lidia.
Le fondamenta del castello risalgono a questo periodo quando il nome della città era Krozos.
Durante l'epoca romana, la città è chiamata Prostanna.
Il castello è stato ampliato e ristrutturato dai Romani e poi dai Bizantini..
Le prime incursioni turche avvennero poco dopo la sconfitta dei Bizantini nel 1071 contro il sultano Selgiuchide Alp Arslan.
Nel 1204, il sultano di Rum Qilij Arslan III prende possesso della città e dei dintorni.
Egli allora chiamava la città Cennetabad ed infatti era un luogo di soggiorno. Gli ottomani ne presero possesso nel 1391.
I Mongoli la sottraggono poi al Bey del Beilikato di Karaman. Il sultano Murad II la riconquista e l'annette ai suoi territori nel 1423.
Dopo il periodo dei Tanzimat (riorganizzazione) (1839-1876), la regione divenne una suddivisione della provincia di Konya. Con l'avvento della Repubblica turca, Eğirdir conservò il suo status di centro di distretto.

## Monumenti e luoghi d'interesse

### Architetture religiose
La città conserva diverse moschee:
- moschea di Hızırbey,[3] (Hızırbey Camii), costruita durante il suo regno (1327-1328). Fu ricostruita nel 1814 dopo un incendio e riaperta nel 1820. Il suo minareto su un'arcata è unico nel suo genere.
- moschea di Ağa (Ağa Cami), del 1413, con minareto del 1777.
- moschea di Yılanlıoğlu (Yılanlıoğlu Cami), costruita nel 1806.
- moschea dell'Isola (Cami Ada) si trova sull'isola Verde. Originariamente era una chiesa dedicata alla Vergine (Kız Kilisesi) trasformata in una moschea da Osman I all'inizio del suo regno nel 1618.
- moschea di Sinan Pasha, del 1376, alcuni anni prima che la regione passasse sotto il controllo degli Ottomani.

La madrasa di Dündar Bey (Dündar Bey Medresesi) fu costruita nel 1237 dal sultano di Rum Kaykhusraw II. È stata trasformata in madrasa da Dündar Bey, il fondatore della dinastia Hamidide. La corte è su due piani e comprende 30 celle.
La comunità greca che viveva a Eğirdir usufruiva della chiesa di Santo Stefano (Ayastefanos Kilisesi), del XIX secolo sull'Isola Verde. La chiesa serviva da tappa sulla rotta del pellegrinaggio a Gerusalemme per i Greci sudditi dell'Impero ottomano. Sull'acropoli è possibile vedere i resti dell'antica chiesa di San Giorgio.

### Architetture civili
I resti del caravanserraglio di Eğirdir (Eğirdir Kervansarayı) si trovano lungo la strada da Konya ad Adalia. Il caravanserraglio fu costruito nel 1237.
Eğirdir conserva diversi mausolei: La tomba del sultano Baba (Baba Sultan Türbesi) fu costruita nel 1358, durante il Regno Hamidide Hüsameddin Elyas Bey (1357-1374), per una persona di nome İsa Bin Musa. Ci sono altre due tombe, di Sureti Baba e di Palor Baba.

### Architetture militari
Il castello di Eğirdir (Eğirdir Kalesi) è una cittadella fortificata che sbarra l'accesso alla penisola. Costruito nel IV secolo a.C., subì varie riparazioni in epoca romana e bizantina. La cittadella è stata ricostruita ancora una volta durante il Regno del Bey Hamidoğlu (1321-1391); venne poi distrutta da Tamerlano (circa nel 1400).

### Aree archeologiche
I resti di Prostanna (Prostanna Antik Kenti) si trovano sull'acropoli che domina la città da un'altezza di 200 metri. Prostanna era una città della Pisidia, già sede vescovile. Restano ancora qualche traccia delle mura della città vecchia. La cittadella domina la città da un'altezza di 200 m.

## Economia
L'economia cittadina è basata sulla pesca e sul turismo.